# فيكرز فارستي
فيكرز اسكواش  (بالإنجليزية: Vickers Varsity)‏ هي طائرة تدريب أنتجت في بريطانيا. من صناعة فيكرز أرمسترونغس. كانت تستخدم بشكل أساسي من قبل سلاح الجو الملكي. كان أول طيران لها في 17 يوليو 1949. دخلت الخدمة في 1951، صنع منها 160 طائرة.